# Sweet Home (Fernsehserie)
Sweet Home (koreanischer Originaltitel: 스위트홈; revidierte Romanisierung: Seu-wi-teu-hom) ist eine südkoreanische Serie, basierend auf dem gleichnamigen Webtoon von Kim Kan-bi und Hwang Young-chan. Die Serie wurde am 18. Dezember 2020 weltweit auf Netflix veröffentlicht. Die zweite Staffel der Serie wurde am 1. Dezember 2023 auf Netflix hinzugefügt. Die Premiere der dritten und finalen Staffel fand am 19. Juli 2024 auf Netflix statt.

## Handlung
Nach dem tragischen Tod und dem Verlust seiner gesamten Familie zieht der schüchterne Schüler Cha Hyun-soo in eine alte Wohnanlage. Er sieht der Zukunft, bei dem Gedanken fortan seinen Lebensunterhalt alleine zu bestreiten, pessimistisch entgegen. Doch sehr bald erkennt er, dass alle Bewohner, einschließlich ihm selbst, in der Wohnanlage festsitzen und von Monstern in den verschiedensten Formen verzerrter menschlicher Begierden belagert werden. Und wäre an sich diese Situation nicht schon schlimm genug, so drohen die blutrünstigen Monster die gesamte Menschheit auszurotten.

## Besetzung und Synchronisation
Die deutschsprachige Synchronisation entstand nach den Dialogbüchern von Sabine Sebastian und Tom Sander sowie unter der Dialogregie von Fabian Kluckert durch die Synchronfirmen TV+Synchron (Staffel 1) und VSI Synchron (Staffeln 2 & 3) in Berlin. Die Übersetzung der Staffeln 2 und 3 stammt von Jonas Palussek.

### Hauptdarsteller
| Rolle           | Schauspieler   | Staffel | Synchronsprecher                                             |
| --------------- | -------------- | ------- | ------------------------------------------------------------ |
| Cha Hyun-soo    | Song Kang      | 1–3     | Christian Zeiger                                             |
| Pyeon Sang-wook | Lee Jin-uk     | 1–3     | Sven Gerhardt                                                |
| Seo Yi-kyung    | Lee Si-young   | 1–3     | Kristina Tietz                                               |
| Lee Eun-yoo     | Go Min-si      | 1–3     | Rieke Werner                                                 |
| Yoon Ji-su      | Park Gyu-young | 1–3     | Victoria Frenz                                               |
| Lee Eun-hyeok   | Lee Do-hyun    | 1–3     | Sebastian Kluckert                                           |
| Park Yu-ri      | Go Youn-jung   | 1–2     | Luisa Wietzorek (Staffel 1) Helen Malin Blaschke (Staffel 2) |
| Jung Jae-heon   | Kim Nam-hee    | 1       | Nicolás Artajo                                               |
| Ahn Gil-seop    | Kim Kap-soo    | 1       | Marco Kröger                                                 |
| Han Du-sik      | Kim Sang-ho    | 1       | Peter Lontzek                                                |
| Park Chan-yeong | Jinyoung       | 2–3     | Konrad Bösherz                                               |
| Tak In-hwan     | Yu Oh-seong    | 2–3     | Peter Flechtner                                              |
| Kim Yeong-hu    | Kim Mu-yeol    | 2–3     | Roman Wolko                                                  |
| Dr. Im          | Oh Jung-se     | 2–3     | Karlo Hackenberger                                           |

### Nebendarsteller
| Rolle                | Schauspieler   | Staffel | Synchronsprecher                                        |
| -------------------- | -------------- | ------- | ------------------------------------------------------- |
| Kim Yeong-su         | Choi Go        | 1–3     | Francisco Palma Galisch                                 |
| Cha Jin-ok           | Kim Hee-jung   | 1–3     | Antje Thiele                                            |
| Nam Sang-won         | Lee Sin-seong  | 1–3     | Rainer Fritzsche                                        |
| Kang Seung-wan       | Woo Jung-kook  | 1–2     | Julian Tennstedt                                        |
| Ryu Jae-hwan         | Lee Joon-woo   | 1–2     | Ozan Ünal                                               |
| Kim Su-yeong         | Heo Yool       | 1–2     | Milena Rybiczka                                         |
| Son Hye-in           | Kim Gook-hee   | 1–2     | Julia Blankenburg                                       |
| Im Myung-sook        | Lee Bong-ryeon | 1–2     | Alexandra Wilcke                                        |
| Kim Ji-eun           | Jeong Ha-dam   | 1       | Christina Wöllner                                       |
| Ahn Seon-yeong       | Kim Hyun       | 1       | Marion Musiol                                           |
| Kim Seok-hyeon       | Woo Hyun       | 1       | Christian Gaul                                          |
| Choi Yoon-jae        | Ko Gun-han     | 1       | Julien Haggège                                          |
| Han Yoo-jin          | Kim Ji-eun     | 1       | Marieke Oeffinger                                       |
| Lee Su-ung           | Ahn Dong-goo   | 1       | Marc Bluhm                                              |
| Jung Ye-seul         | Yang Hye-ji    | 2–3     | Friedel Morgenstern                                     |
| Choi Yong-seok       | Yoo In-sun     | 2–3     | Nick Forsberg                                           |
| Seo Jin-guk          | Yoon Se-woong  | 2–3     | Viktor Neumann                                          |
| Hwang Chi-seong      | Lim Hyung-guk  | 2–3     | Hanns-Jörg Krumpholz                                    |
| Min Seo-jin          | Jung Suk-won   | 2–3     | Florian Clyde                                           |
| Kang Seok-chan       | Huh Nam-jun    | 2–3     | Amadeus Strobl                                          |
| Lee Dong-jun         | Jung Dong-hoon | 2–3     | David Brizzi                                            |
| Bang Jin-ho          | Yuk Jun-seo    | 2–3     | Dennis Herrmann                                         |
| Wang Ho-sang         | Hyun Bong-sik  | 2–3     | Oliver Stritzel                                         |
| Bong Seon-hwa        | Yoon Se-ah     | 2–3     | Peggy Pollow                                            |
| Park Gi-chun         | Jung Sun-chul  | 2–3     | Vlad Chiriac                                            |
| Lee Jae-jin          | Ryu Sung-rok   | 2–3     | Vincent Borko                                           |
| Yoon Ja-yeong        | Kim Ji-an      | 2–3     | Samina König                                            |
| Cheol-jong           | Jo Joon        | 2–3     | Jan Makino                                              |
| Ha-ni                | Chae Won-bin   | 2–3     | Derya Akyol                                             |
| Jin-a                | Hong Su-zu     | 2–3     | Jodie Blank                                             |
| Pater Peter          | Kim Jeong-woo  | 2–3     | Jannik Endemann (Staffel 2) Ricardo Richter (Staffel 3) |
| Anführerin Ji        | Kim Shin-rok   | 2–3     | Nora Kunzendorf                                         |
| Mädchen              | Kim Si-a       | 2–3     | Saskia Glück                                            |
| Do Sang-jin          | Park Won-seok  | 2       | Oscar Räuker                                            |
| Ahn Dong-gi          | Kim Kyu-baek   | 2       | Rajko Geith                                             |
| Oh Jun-il            | Kim Dong-young | 2       | Lasse Dreyer                                            |
| Mutter von Oh Jun-il | Byun Jung-hee  | 2       | Frauke Poolman                                          |
| U-seok               | Kim Gun-soo    | 2       | Kim Hasper                                              |
| Premierminister      | Jeong In-gyeom | 2       | Frank Röth                                              |
| Sergeant             | Kim Chan-hyung | 2       | Johannes Berenz                                         |

### Gastdarsteller
| Rolle                             | Schauspieler    | Staffel | Synchronsprecher  |
| --------------------------------- | --------------- | ------- | ----------------- |
| Nachbarin                         | Park Ah-in      | 1       | Julia Bautz       |
| Cha Soo-a                         | Kim Yi-kyung    | 1       | Sarah Tkotsch     |
| Präsident von Südkorea            | Kim Seung-wook  | 1       | Uwe Jellinek      |
| Vater von Pyeon Sang-wook         | Gu Bon-jin      | 1       | F.G.M. Stegers    |
| Direktor des Katastrophenschutzes | Bae Ki-bum      | 1       | Marko Bräutigam   |
| Kim Do-hun                        | Ahn Do-gyu      | 1       | Dirk Stollberg    |
| Jang Ju-seong                     | Kim Chang-hwan  | 1       | Jeffrey Wipprecht |
| Jung Ui-myeong                    | Kim Sung-cheol  | 1       | Henning Nöhren    |
| Kim Nam-il                        | Yoon Joo-man    | 1       | Michael Baral     |
| Shin Jung-seop                    | Heo Joon-seok   | 1       | Julius Jellinek   |
| Ho-yeon                           | Cha Woo-young   | 1       | Bernd Egger       |
| Kyeong-mo                         | Lee Jung-hyun   | 1       | David Turba       |
| Yun-seo                           | Kim Yun-seul    | 2       | Saskia Glück      |
| Frau von Tae-yun                  | Hwang Jung-yoon | 2       | Leni Leßmann      |
| Mutter von Hui-ji                 | Choi Sol-hee    | 2       | Antje von der Ahe |
| Hyeon-u                           | Choi Hyun-jin   | 3       | Johannes Walenta  |

## Episodenliste

### Staffel 1
| Nr. (ges.)                                                                             | Nr. (St.) | Deutscher Titel | Originaltitel | Regie                                         | Drehbuch                                   |
| -------------------------------------------------------------------------------------- | --------- | --------------- | ------------- | --------------------------------------------- | ------------------------------------------ |
| 1                                                                                      | 1         | Folge 1         | 1화           | Lee Eung-bok, Jang Young-woo und Park So-hyun | Hong So-ri, Kim Hyung-min und Park So-jung |
| 2                                                                                      | 2         | Folge 2         | 2화           | Lee Eung-bok, Jang Young-woo und Park So-hyun | Hong So-ri, Kim Hyung-min und Park So-jung |
| 3                                                                                      | 3         | Folge 3         | 3화           | Lee Eung-bok, Jang Young-woo und Park So-hyun | Hong So-ri, Kim Hyung-min und Park So-jung |
| 4                                                                                      | 4         | Folge 4         | 4화           | Lee Eung-bok, Jang Young-woo und Park So-hyun | Hong So-ri, Kim Hyung-min und Park So-jung |
| 5                                                                                      | 5         | Folge 5         | 5화           | Lee Eung-bok, Jang Young-woo und Park So-hyun | Hong So-ri, Kim Hyung-min und Park So-jung |
| 6                                                                                      | 6         | Folge 6         | 6화           | Lee Eung-bok, Jang Young-woo und Park So-hyun | Hong So-ri, Kim Hyung-min und Park So-jung |
| 7                                                                                      | 7         | Folge 7         | 7화           | Lee Eung-bok, Jang Young-woo und Park So-hyun | Hong So-ri, Kim Hyung-min und Park So-jung |
| 8                                                                                      | 8         | Folge 8         | 8화           | Lee Eung-bok, Jang Young-woo und Park So-hyun | Hong So-ri, Kim Hyung-min und Park So-jung |
| 9                                                                                      | 9         | Folge 9         | 9화           | Lee Eung-bok, Jang Young-woo und Park So-hyun | Hong So-ri, Kim Hyung-min und Park So-jung |
| 10                                                                                     | 10        | Folge 10        | 10화          | Lee Eung-bok, Jang Young-woo und Park So-hyun | Hong So-ri, Kim Hyung-min und Park So-jung |
| Am 18. Dezember 2020 wurden alle Folgen der ersten Staffel bei Netflix veröffentlicht. |           |                 |               |                                               |                                            |

### Staffel 2
| Nr. (ges.)                                                                             | Nr. (St.) | Deutscher Titel | Originaltitel | Regie                         | Drehbuch                    |
| -------------------------------------------------------------------------------------- | --------- | --------------- | ------------- | ----------------------------- | --------------------------- |
| 11                                                                                     | 1         | Folge 1         | 1화           | Lee Eung-bok und Park So-hyun | Hong So-ri und Park So-jung |
| 12                                                                                     | 2         | Folge 2         | 2화           | Lee Eung-bok und Park So-hyun | Hong So-ri und Park So-jung |
| 13                                                                                     | 3         | Folge 3         | 3화           | Lee Eung-bok und Park So-hyun | Hong So-ri und Park So-jung |
| 14                                                                                     | 4         | Folge 4         | 4화           | Lee Eung-bok und Park So-hyun | Hong So-ri und Park So-jung |
| 15                                                                                     | 5         | Folge 5         | 5화           | Lee Eung-bok und Park So-hyun | Hong So-ri und Park So-jung |
| 16                                                                                     | 6         | Folge 6         | 6화           | Lee Eung-bok und Park So-hyun | Hong So-ri und Park So-jung |
| 17                                                                                     | 7         | Folge 7         | 7화           | Lee Eung-bok und Park So-hyun | Hong So-ri und Park So-jung |
| 18                                                                                     | 8         | Folge 8         | 8화           | Lee Eung-bok und Park So-hyun | Hong So-ri und Park So-jung |
| Am 1. Dezember 2023 wurden alle Folgen der zweiten Staffel bei Netflix veröffentlicht. |           |                 |               |                               |                             |

### Staffel 3
| Nr. (ges.)                                                                                      | Nr. (St.) | Deutscher Titel | Originaltitel | Regie                         | Drehbuch                    |
| ----------------------------------------------------------------------------------------------- | --------- | --------------- | ------------- | ----------------------------- | --------------------------- |
| 19                                                                                              | 1         | Folge 1         | 1화           | Lee Eung-bok und Park So-hyun | Hong So-ri und Park So-jung |
| 20                                                                                              | 2         | Folge 2         | 2화           | Lee Eung-bok und Park So-hyun | Hong So-ri und Park So-jung |
| 21                                                                                              | 3         | Folge 3         | 3화           | Lee Eung-bok und Park So-hyun | Hong So-ri und Park So-jung |
| 22                                                                                              | 4         | Folge 4         | 4화           | Lee Eung-bok und Park So-hyun | Hong So-ri und Park So-jung |
| 23                                                                                              | 5         | Folge 5         | 5화           | Lee Eung-bok und Park So-hyun | Hong So-ri und Park So-jung |
| 24                                                                                              | 6         | Folge 6         | 6화           | Lee Eung-bok und Park So-hyun | Hong So-ri und Park So-jung |
| 25                                                                                              | 7         | Folge 7         | 7화           | Lee Eung-bok und Park So-hyun | Hong So-ri und Park So-jung |
| 26                                                                                              | 8         | Folge 8         | 8화           | Lee Eung-bok und Park So-hyun | Hong So-ri und Park So-jung |
| Am 19. Juli 2024 wurden alle Folgen der dritten und finalen Staffel auf Netflix veröffentlicht. |           |                 |               |                               |                             |